# Kanton Vallée Dordogne
Vallée Dordogne is een kanton van het Franse departement Dordogne. Het kanton maakt deel uit van het arrondissement  Sarlat-la-Canéda.  

Het telt 17.865 inwoners in 2018.

Het kanton werd gevormd ingevolge het decreet van 24  februari 2014 met uitwerking op 22 maart 2015 met Saint-Cyprien als hoofdplaats.

## Gemeenten
Het kanton Vallée Dordogne omvatte bij zijn vorming 47 gemeenten. 

Door 
- de samenvoeging op 1 januari 2016 van de gemeenten Belvès en Saint-Amand-de-Belvès  tot de fusiegemeente (commune nouvelle): Pays de Belvès.
- de samenvoeging op 1 januari 2016 van de gemeenten Coux-et-Bigaroque en Mouzens  tot de fusiegemeente (commune nouvelle): Coux et Bigaroque-Mouzens
- de samenvoeging op 1 januari 2017 van de gemeenten Bézenac en Castels  tot de fusiegemeente (commune nouvelle): Castels et Bézenac

omvat het kanton sindsdien volgende 44 gemeenten: 
- Allas-les-Mines
- Audrix
- Berbiguières
- Besse
- Bouzic
- Campagnac-lès-Quercy
- Carves
- Castelnaud-la-Chapelle
- Castels et Bézenac
- Cénac-et-Saint-Julien
- Cladech
- Coux et Bigaroque-Mouzens
- Daglan
- Doissat
- Domme
- Florimont-Gaumier
- Grives
- Groléjac
- Larzac
- Lavaur
- Loubejac
- Marnac
- Mazeyrolles
- Meyrals
- Monplaisant
- Nabirat
- Orliac
- Pays de Belvès
- Prats-du-Périgord
- Sagelat
- Saint-Aubin-de-Nabirat
- Saint-Cernin-de-l'Herm
- Saint-Cybranet
- Saint-Cyprien
- Saint-Germain-de-Belvès
- Saint-Laurent-la-Vallée
- Saint-Martial-de-Nabirat
- Saint-Pardoux-et-Vielvic
- Saint-Pompont
- Sainte-Foy-de-Belvès
- Salles-de-Belvès
- Siorac-en-Périgord
- Veyrines-de-Domme
- Villefranche-du-Périgord